# Isla Vathlo
Isla Vathlo es una ubicación ficticia en el planeta Krypton en el universo de DC Comics.

## Historial de publicaciones
En el número 234 de Superman (febrero de 1971), se presentó al primer kryptoniano aparentemente de piel negra, y se describió como empleado en la "estación Vathlo", pero el origen de esta etnia kryptoniana nunca antes vista no se comentó.
Medio año después, en Superman # 238 (junio de 1971), un panel dibujado por el artista Sal Amendola describió una "Isla Vathlo" en el hemisferio del "Viejo Mundo" de Krypton como poblada por una "raza negra altamente desarrollada".
DC generalmente se quedó atrás de su competidor Marvel Comics, y los cómics de Superman en general más que otros títulos de DC, en la representación de personajes de color. Este kryptoniano de piel morena fue la primera persona de apariencia africana que se mostró en un libro de Superman, que había durado 33 años en ese momento. Se desconoce quién fue exactamente el responsable de introducir estas primeras razas no blancas en la composición demográfica de Krypton, pero se cree que fue E. Nelson Bridwell, asistente editorial de los libros de Superman en ese momento. Los comentaristas modernos generalmente consideran que el comentario de que los Vathlorianos están "altamente desarrollados" (como si fuera peculiar que las personas con piel oscura pudieran desarrollarse) es bien intencionado pero "digno de vergüenza".
Vathlo rara vez o nunca fue mencionado más allá de estos pocos números, aunque un kryptoniano negro llamado "Iph-Ro of Vathlo" apareció en el más reciente Superman: The Man of Steel # 111. Se hizo una referencia a la isla en la historia de Alan Moore Para el Hombre que lo tiene todo, donde "problemas raciales con los inmigrantes de la isla Vathlo", se mencionan en un mundo de sueños Krypton que había evitado la destrucción. Se cree, basándose en las apariciones de los kryptonianos negros en los números recientes de Superman, que los Vathlonians finalmente se integraron en Krypton propiamente dicho.
En Superman: World of New Krypton # 4, se establece que los isleños de Vathlo se establecieron en Kandor antes de la destrucción de Krypton.
En Crisis final # 7 se muestra que una versión negra de Superman reside en el universo alternativo de la Tierra-23. Se muestra que este Superman, cuyo nombre de pila es Kalel pero adopta el alias humano de Calvin Ellis, se origina en la isla Vathlo del Krypton de su realidad.

## Otros medios
Si bien la isla en sí no ha aparecido ni siquiera se ha hecho referencia a ella en la serie de televisión Smallville, se han presentado kryptonianos de piel oscura / de aspecto africano. Uno era discípulo de Zod, que se conoce con el nombre de Nam-Ek (interpretado por Leonard Roberts). Otro se llamó Basqat (interpretado por Adrian Holmes).
Los kryptonianos de piel oscura también han aparecido en la serie de televisión SyFy Krypton, incluidos Lyla Zod, uno de los personajes principales de la serie, y el propio General Zod. En esta versión, no se menciona la isla y no parece existir.